# Kanton Fameck
Der Kanton Fameck ist seit 1982 ein französischer Wahlkreis im Arrondissement Thionville im Département Moselle in der Region Grand Est (bis 2015 Lothringen). Sein Hauptort ist Fameck.

## Geschichte
Der Kanton entstand am 25. Januar 1982 aus Teilen des damaligen Kantons Florange. Bis 2015 gehörten nur drei Gemeinden zum Kanton Fameck. Mit der Neuordnung der Kantone in Frankreich stieg die Zahl der Gemeinden 2015 auf 5. Zu den bisherigen 3 Gemeinden kamen noch Florange und Uckange aus dem bisherigen Kanton Florange hinzu.

## Geografie
Der Kanton liegt im Nordwesten des Départements Moselle.

## Gemeinden
Der Kanton besteht aus fünf Gemeinden mit insgesamt 41.535 Einwohnern (Stand: 1. Januar 2022) auf einer Gesamtfläche von 43,74 km²:
| Gemeinde      | Mundart Patois                        | Deutsch      | Einwohner (2022) | Fläche (km²) | Code postal | Code Insee |
| ------------- | ------------------------------------- | ------------ | ---------------- | ------------ | ----------- | ---------- |
| Fameck        | Felmer/Famesch                        | Fameck       | 14.759           | 12,45        | 57290       | 57206      |
| Florange      | Fléschéngen/Flörschéngen/Fléischéngen | Flörchingen  | 11.891           | 13,15        | 57190       | 57221      |
| Mondelange    | Mondléngen/Mondléng                   | Mondelingen  | 5.739            | 4,1          | 57300       | 57474      |
| Richemont     | Räichersbierg/Räichper                | Reichersberg | 2.145            | 8,48         | 57270       | 57582      |
| Uckange       | Ickéngen/Ickéng                       | Ückingen     | 7.001            | 5,56         | 57270       | 57683      |
| Kanton Fameck | Felmer/Famesch                        | Fameck       | 41.535           | 43,74        | -           | -          |

Bis zur landesweiten Neuordnung der französischen Kantone im März 2015 gehörten zum Kanton Fameck die drei Gemeinden drei Gemeinden Fameck (Hauptort), Mondelange und Richemont. Sein Zuschnitt entsprach einer Fläche von 25,03 km2. Er besaß vor 2015 einen anderen INSEE-Code als heute, nämlich 5745.

## Bevölkerungsentwicklung
| 1962   | 1968   | 1975   | 1982   | 1990   | 1999   | 2006   | 2012   |
| ------ | ------ | ------ | ------ | ------ | ------ | ------ | ------ |
| 13.722 | 23.514 | 26.360 | 22.711 | 21.499 | 20.124 | 20.009 | 21.518 |

## Politik
Im 1. Wahlgang am 22. März 2015 erreichte keines der sechs Kandidatenpaare die absolute Mehrheit. Bei der Stichwahl am 29. März 2015 gewann das Gespann Clément Arnould/Michèle Bey (beide PS) gegen Damien Bourgois/Murielle Deiss (beide FN) mit einem Stimmenanteil von 59,43 % (Wahlbeteiligung:39,29 %).
Seit 1982 hatte der Kanton folgende Abgeordnete im Rat des Départements:
| Vertreter im conseil général (1) des Départements | Vertreter im conseil général (1) des Départements | Vertreter im conseil général (1) des Départements |
| Amtszeit                                          | Name                                              | Partei                                            |
| ------------------------------------------------- | ------------------------------------------------- | ------------------------------------------------- |
| 1982–1985                                         | M. Quinqueton                                     | PS                                                |
| 1985–1992                                         | Marcel Wendling                                   | RPR                                               |
| 1992–2002                                         | Michel Liebgott                                   | PS                                                |
| 2002–2008                                         | Gérard Lamm                                       | PS                                                |
| 2008–2015                                         | Clément Arnould                                   | PS                                                |
| 2015–                                             | Clément Arnould Michèle Bey                       | PS                                                |

(1) seit 2015 Departementrat